# 高梨政盛
高梨 政盛（たかなし まさもり）は、室町時代後期から戦国時代にかけての武将。高梨氏の全盛期を築いた。上杉謙信の曽祖父（大叔父?）にあたる。

## 生涯
高梨氏は信濃国中野小館の国人。康正2年（1456年）、高梨政高の子として誕生。父と同じく8代将軍・足利義政より偏諱を受け、政盛と名乗る。
明応4年（1495年）に善光寺を巡って村上政清との間で争いとなって同寺を焼失させた。この際に政盛は子・澄頼と共に善光寺の本尊を本拠地に持ち帰ったとされている。永正4年（1507年）、外戚である長尾為景が、上条定実を擁して上杉房能に謀反を起こした際（永正の乱）もこれに加担、共に房能を自刃に追い込み（天水越の戦い）、房能の実兄の関東管領・上杉顕定が為景征伐の軍を率いて越後国に侵攻した際も為景に同心し、永正7年（1510年）の長森原の戦いで顕定を自刃に追い込むなど、勝利に貢献した。
その後も中野の旧領主である中野氏を滅ぼすなど勢力を拡大したが、永正10年（1513年）に死去。後を子・澄頼が継いだ。
なお、長尾為景と政盛は34歳違いであり、外孫という説もあるが、むしろ甥である可能性が高い。

## その他
地元の黒姫伝説という伝承に、黒姫の父である高梨摂津守政盛として登場する（政盛ではなく政頼が登場する場合もある）。